# Чуртан (Тюменская область)
Чуртан — село в Викуловском районе Тюменской области России. Административный центр Чуртанского сельского поселения.

## География
Находится на берегу реки Чуртанка.
Часовой пояс
Деревня Чуртан, как и вся Тюменская область, находится в часовой зоне МСК+2. Смещение применяемого времени относительно UTC составляет +5:00.

## История
Датой основания села приблизительно считается 1749 год, первоначально именовалось деревней Чертанской. В Списке населенных мест Тобольской губернии по сведениям 1868—1869 значится как деревня Чуртан.

## Население
| 2010 |
| ---- |
| 512  |

1749 — 28 человек в возрасте от 16 до 50 лет
1869 — 81 двор, 329 человек
1893 — 85 дворов, 541 человек
1912 — 453 человека
1926 — 140 хоз-в, 597 человек, из них русские — 592 чел., цыгане — 15 чел.